# Chancellor (Dakota Południowa)
Chancellor – miasto w Stanach Zjednoczonych, w stanie Dakota Południowa, w hrabstwie Turner.